# 高棚町
高棚町（たかたなちょう）は、愛知県安城市の地名。

## 地理
安城市西部に位置する。東は榎前町・福釜町、西は高浜市、北は刈谷市、南西は碧南市に接する。

### 学区
市立小・中学校に通う場合、学校等は以下の通りとなる。また、公立高等学校に通う場合の学区は以下の通りとなる。
| 番・番地等 | 小学校             | 中学校               | 高等学校 |
| ---------- | ------------------ | -------------------- | -------- |
| 全域       | 安城市立高棚小学校 | 安城市立安城西中学校 | 三河学区 |

### 河川
- 芦池用水[1]
- 稗田川[1]

## 歴史

### 人口の変遷
国勢調査による人口および世帯数の推移。
| 1995年（平成7年）  | 973世帯 3869人  |  |
| 2000年（平成12年） | 1041世帯 3905人 |  |
| 2005年（平成17年） | 1221世帯 4187人 |  |
| 2010年（平成22年） | 1307世帯 4269人 |  |
| 2015年（平成27年） | 1435世帯 4420人 |  |
| 2020年（令和2年）  | 1512世帯 4420人 |  |

### 沿革
- 江戸時代 - 三河国碧海郡高棚村が所在[2]。当初は刈谷藩領[2]。
- 寛政4年 - 陸奥福島藩領および幕府領に分割される[2]。
- 文化11年 - 幕府領となった部分についてが刈谷藩領に戻る[2]。
- 嘉永3年 - 福島藩領の一部が幕府領となる[2]。
- 1869年（明治2年） - 福島藩が重原藩と改称したことにより、福島藩領の残部は重原藩領となる[2]。
- 1889年（明治22年） - 高棚村は榎前村と合併し、碧海郡高棚村大字高となる[2]。
- 1890年（明治23年） - 榎前村が再び独立したため、高棚村は大字を廃止[2]。
- 1906年（明治39年） - 依佐美村大字高棚となる[2]。
- 1955年（昭和30年） - 安城市大字高棚となる[2]。
- 1956年（昭和31年） - 安城市高棚町が成立[2]。

## 交通
- 国道23号バイパス（名豊道路）[1]
- 愛知県道南中根小垣江線[1]
- 愛知県道岡崎半田線[1]
- 愛知県道小垣江安城線[1]

## 施設
- 安城市立高棚小学校[1]
- 第二慈恵幼稚園[1]
- 高棚保育園[1]
- デンソー高棚製作所[1]
- 久田製作所[1]
- 石川喜平像[1]
- 石川喜平頌徳碑[1]
- 真宗大谷派空臨寺[1]
- 神明神社[1]

### WEB
1. ↑  “愛知県安城市の町丁・字一覧”.   人口統計ラボ. 2023年8月26日閲覧。
2. 1 2  総務省統計局 (2022年2月10日). “令和2年国勢調査の調査結果(e-Stat) - 男女別人口，外国人人口及び世帯数－町丁・字等” (CSV). 2023年8月2日閲覧。
3. ↑  “愛知県安城市の郵便番号一覧”.   日本郵便. 2023年8月26日閲覧。
4. ↑  “市外局番の一覧” (PDF).   総務省 (2022年3月1日). 2022年3月22日閲覧。
5. ↑  安城市役所教育振興部学校教育課学事係 (2022年4月7日). “小中学校区一覧（町別50音順）”.   安城市. 2023年10月9日閲覧。
6. ↑  “平成29年度以降の愛知県公立高等学校（全日制課程）入学者選抜における通学区域並びに群及びグループ分け案について”.   愛知県教育委員会 (2015年2月16日). 2019年1月14日閲覧。
7. ↑  総務省統計局 (2014年3月28日). “平成7年国勢調査の調査結果(e-Stat) - 男女別人口及び世帯数 －町丁・字等” (CSV). 2021年7月20日閲覧。
8. ↑  総務省統計局 (2014年5月30日). “平成12年国勢調査の調査結果(e-Stat) - 男女別人口及び世帯数 －町丁・字等” (CSV). 2021年7月20日閲覧。
9. ↑  総務省統計局 (2014年6月27日). “平成17年国勢調査の調査結果(e-Stat) - 男女別人口及び世帯数 －町丁・字等” (CSV). 2021年7月21日閲覧。
10. ↑  総務省統計局 (2012年1月20日). “平成22年国勢調査の調査結果(e-Stat) - 男女別人口及び世帯数 －町丁・字等” (CSV). 2021年7月21日閲覧。
11. ↑  総務省統計局 (2017年1月27日). “平成27年国勢調査の調査結果(e-Stat) - 男女別人口及び世帯数 －町丁・字等” (CSV). 2021年7月21日閲覧。

### 書籍
1. 1 2 3 4 5 6 7 8 9 10 11 12 13 14 15 16 17  「角川日本地名大辞典」編纂委員会 1989, p. 1566.
2. 1 2 3 4 5 6 7 8 9 10 11  「角川日本地名大辞典」編纂委員会 1989, p. 777.